# Passboberget
Passboberget är ett naturreservat i Skinnskattebergs kommun i Västmanlands län.
Området är naturskyddat sedan 2007 och är 132 hektar stort. Reservatet omfattar toppen av Passboberget och dess sluttning norrut till sjön Holmsjön vars södra del ingår. Reservatet består av myrar och hällmarker med en blandning av äldre tall- och granskog. 